# Einsatzführungsbereich 1

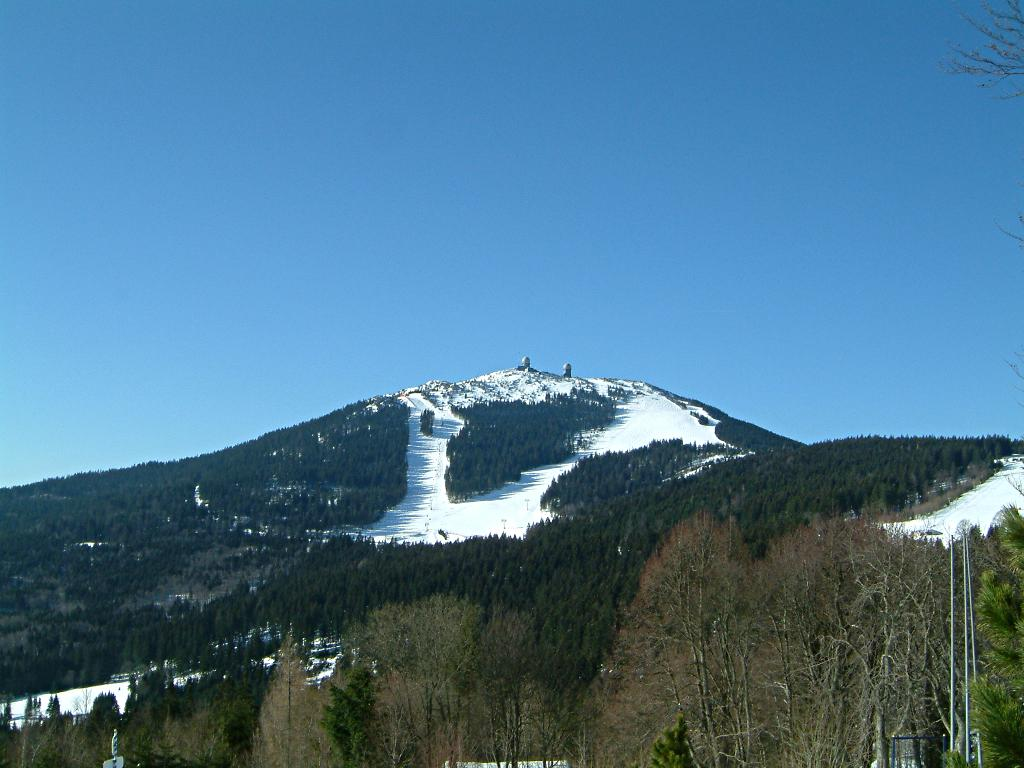
Großer Arber mit den beiden Radarkuppeln des AbgTZug 133 (heute: AbgTZug 358).

Der Einsatzführungsbereich 1 (kurz EinsFüBer 1 oder umgangssprachlich EFB 1) mit dem zugehörigen Control and Reporting Centre (CRC) Sweet Apple in der Luftwaffenkampfführungsanlage Martin war ein Verband mit Regimentsstatus der Luftwaffe der Bundeswehr.
Der Führungsstab des Verbands war in der Zollernalb-Kaserne in Meßstetten stationiert und unterstand dem Kommando Einsatzverbände Luftwaffe. Der Verband führte fünf weitläufig dislozierte Abgesetzte Technische Züge (AbgTZg) und war standardmäßig für den gesamten süddeutschen Raum zuständig.

## Auftrag
Der Einsatzführungsbereich 1 war Teil des Einsatzführungsdienstes der Luftwaffe (EinsFüDst Lw). Der Auftrag bestand in der operationellen Nutzung des zugehörigen CRC der Luftwaffe im Verbund der integrierten NATO-Luftverteidigung. Dabei erfüllte er u. a. folgende Aufgaben:
- Überwachung, Schutz und Verteidigung des zugewiesenen Luftraums der Bundesrepublik Deutschland und entlang der Grenzen
- Erstellung, Führung und Bewertung des Luftlagebildes (Recognized Air Picture (RAP)) im Zuständigkeitsbereich
- Taktische Führung und Unterstützung von Luftstreitkräften
- Koordination militärischer Flugbewegungen mit den relevanten NATO-CRC und CAOC (zuletzt mit dem CAOC 2 Uedem), dem Nationalen Lage- und Führungszentrum für Sicherheit im Luftraum, den Gefechtsständen der Flugabwehrraketentruppe (Surface to Air Missile Operations Center (SAMOC)) sowie die Zusammenarbeit mit den Nachbarstaaten im Bereich luftpolizeilicher Aufgaben (Air Policing)
- Sicherstellen der materiellen und operationellen Einsatzbereitschaft
- Wartung und Instandsetzung des Dauereinsatzbetriebs (24/7) der eingesetzten Radargeräte, Flug- und Datenfunkgeräte sowie der elektronischen Ausrüstung
- Sicherstellung des Dauereinsatzbetriebs (24/7) der Luftwaffenkampfführungsanlage Martin
- Führung der unterstellten Einheiten und Einrichtungen.

## Geschichte

### Vorgeschichte (1958–1960)
Zum 1. April 1958 wurde die Aufstellung eines Stabes des zukünftigen Fernmelderegiments 31 (FmRgt 31) angeordnet. Als erste Einheit, welche später dem FmRgt 31 unterstellt werden sollte, wurde die Flugmeldeabteilung 312 (FlugmAbt 312) auf dem Fliegerhorst Lechfeld aufgestellt. Zuerst sollten deutsche Soldaten in die vorhandenen US-amerikanischen Stellungen integriert und am Arbeitsplatz praktisch ausgebildet werden. Danach sollte die Übernahme der US-amerikanischen Stellungen erfolgen sowie neue Stellungen aufgebaut, besetzt und betrieben werden. Die Stellungen befanden sich in Burglengenfeld, Freising, Giebelstadt, Hof, Regensburg, Türkheim und auf der Wasserkuppe.
Die FlugmAbt 312 zog Anfang 1959 von Lechfeld in die Boelcke-Kaserne in Ulm um und nahm am 13. Februar 1959 den Dienstbetrieb auf. Am 10. September 1959 übernahm die Luftwaffe die erste Radarstellung der US Air Force von der 616th ACWRON in Türkheim. Bereits am 15. Februar 1960 wurde mit der Flugmeldeabteilung 311 (FlugmAbt 311) die zweite Abteilung des zukünftigen FmRgt 31 aufgestellt.

### Fernmelderegiment 31 (1960–1989)
Am 24. Mai 1960 wurde schließlich das FmRgt 31 in der Boelcke-Kaserne in Ulm aufgestellt. Zum 1. Februar 1962 erfolgt die Umgliederung der FlugmAbt 311 und FlugmAbt 312 in II. bzw. I./FmRgt 31.
Ab 1960 wurden um Meßstetten die Truppenunterkunft Geißbühl (ab 1974: Zollernalb-Kaserne) und die Luftwaffenkampfführungsanlage Martin (LwKpfFüAnl) sowie ab 1962 die Radarstation auf dem Weichenwang gebaut. Am 3. August 1964 nahm der Bunker Martin auf Befehl vom Kommandeur I./Fernmelderegiment 31 Oberstleutnant Jan König vom 21. Juli 1964 seinen Betrieb mit dem Gefechtsführungssystem 412L auf. Am 1. Oktober 1964 wurde der Probedauerbetrieb, am 22. Dezember 1964 der Einsatzbetrieb des CRC gestartet.

### Radarführungsabteilung 22 (1989–2004)
Zum 1. Oktober 1989 wurden mit der neuen Luftwaffenstruktur zahlreiche Umgliederungen und Umbenennungen eingeleitet. Dabei wurden die Bezeichnungen der FmRgt an den Kernauftrag Radarführung angepasst. Durch die Fusion von je zwei Regimentsstäben wurden aus den vier FmRgt zwei Radarführungskommandos (RadarFüKdo). Das RadarFüKdo wurden in Goch, das RadarFüKdo 2 in Meßstetten stationiert. Aus den Abteilungen der FmRgt wurden Radaführungsabteilungen (RadarFüAbt) und somit aus I./FmRgt 31 die RadarFüAbt 22.
| Dienststellenbezeichnung (alt)                    | Dienststellenbezeichnung (neu)                      |
| ------------------------------------------------- | --------------------------------------------------- |
| Fernmelderegiment 31                              | Radarführungskommando 2                             |
| I./Fernmelderegiment 31                           | Radarführungsabteilung 22                           |
| Stab/StKp I./Fernmelderegiment 31                 | Stab/StKp Radarführungsabteilung 22                 |
| 1./Fernmelderegiment 31                           | Radarführungskompanie 221                           |
| 2./Fernmelderegiment 31                           | Technische Kompanie 222                             |
| II./Fernmelderegiment 31                          | Radarführungsabteilung 24 Freising                  |
| I./Fernmelderegiment 32                           | Radarführungsabteilung 21 Birkenfeld                |
| II./Fernmelderegiment 32                          | Radarführungsabteilung 23 Lauda                     |
| 6./Fernmelderegiment 31                           | Abgesetzter Technischer Zug 243 Großer Arber        |
| 6./Fernmelderegiment 31                           | Abgesetzter Technischer Zug 233 Wasserkuppe         |
| 8./Fernmelderegiment 32                           | Abgesetzter Technischer Zug 234 Döbraberg           |
| Luftwaffensanitätsstaffel I./Fernmelderegiment 31 | Luftwaffensanitätsstaffel Radarführungsabteilung 22 |

In der weiteren Folge wurde das RadarFüKdo 2 in RadarFüRgt 2 umgegliedert und umbenannt.

### Einsatzführungsbereich 1 (2004–2013)
Aus dem Radarführungsdienst der Gründungsjahre der Bundeswehr wurde Mitte der 2000er Jahre der Einsatzführungsdienst der Luftwaffe. Ein hochmoderner Serviceprovider für die Führung und Vernetzung sämtlicher Luftkriegsmittlel. Daraus resultierend wurde das RadarFüRgt 2 als auch die RadarFüAbt im Rahmen der fünften Luftwaffenstruktur zum 30. September 2004 aufgelöst. Als Nachfolgeverband wurde der Einsatzführungsbereich 1 (EinsFüBer) aufgestellt. Der EinsFüBer 1 war der größte Verband am Standort Meßstetten und sein Stab zugleich weiter für die Versorgung aller dort stationierten Dienststellen zuständig.
Im Rahmen des Konzepts zur Stationierung der Bundeswehr in Deutschland 2011 des Bundesministers der Verteidigung vom 26. Oktober 2011 wurde am 1. Oktober 2013 der Betrieb des CRC eingestellt und der Einsatzführungsbereich 1 selbst mit Wirkung zum 31. Dezember 2013 offiziell aufgelöst. Die Radarstellung auf dem Weichenwang und die angeschlossenen Funkanlagen wurden als Abgesetzter Technischer Zug 249 (AbgTZg 249) in den Einsatzführungsbereich 2 integriert, die Abgesetzten Technischen Züge des Einsatzführungsbereiches 1 (Erbeskopf, Döbraberg, Großer Arber, Lauda, Freising) auf die Einsatzführungsbereiche 2 und 3 aufgeteilt.

## Wappen
Das Wappen des EinsFüBer 1 ist rot und zeigt innerhalb einen schwarzen Kreis in dem sich eine stilisierte Radaranlage und darüberliegend die Kompassrose der NATO befinden. Vor der Aufstellung des EinsFüBer 1 wurde das Wappen größtenteils identisch von den Vorgängereinheiten verwendet, jedoch durch eine in weiß geschriebene Zahl („31“ beim FmRgt 31 bzw. „22“ bei der RadarFüAbt 22) unterhalb des schwarzen Kreises ergänzt.

## Organisation

### Kommandeure
| Dienstgrad, Name           | Dienstzeit                |
| Flugmeldeabteilung 312     | Flugmeldeabteilung 312    |
| -------------------------- | ------------------------- |
| Oberstleutnant Geppert     | 19.05.1958 – 13.03.1961   |
| Oberstleutnant Schmidt-Gal | 04.03.1961 – 01.03.1962   |
| Oberstleutnant König       | 01.03.1963 – Umgliederung |
| Fernmelderegiment 31       |                           |
| Oberst Steingroß           | 24.05.1960 – 31.03.1963   |
| Oberst Wels                | 01.04.1963 – 30.09.1968   |
| Oberst Maekelburg          | 01.10.1968 – 30.09.1971   |
| Oberst Langner             | 01.10.1971 – 31.03.1979   |
| Oberst Hennemann           | 01.04.1979 – 31.03.1982   |
| Oberst Malmus              | 01.04.1982 – 27.09.1989   |
| Radarführungsabteilung 22  |                           |
| Oberst Beutin              | 01.10.1989 – 14.01.1991   |
| Oberst Schaay              | 15.01.1991 – 30.03.1993   |
| Oberst Ploeger             | 01.04.1993 – 30.06.1995   |
| Oberst Fiegle              | 01.07.1995 – 31.08.1997   |
| Oberst Gülzow              | 01.09.1997 – 31.03.1999   |
| Oberstleutnant Tessner     | 01.04.1999 – 28.02.2002   |
| Oberstleutnant Bodenbender | 01.03.2002 – 30.11.2005   |
| Einsatzführungsbereich 1   |                           |
| Oberstleutnant Engel       | 01.12.2005 – 31.03.2008   |
| Oberstleutnant Hinz        | 01.04.2008 – 31.08.2010   |
| Oberstleutnant Engelmann   | 01.09.2010 – 01.10.2013   |

### Unterstellte Einheiten
| Einheit                              | Abkürzung       | Standort                            | Radargerät 1 | Rufzeichen                |
| ------------------------------------ | --------------- | ----------------------------------- | ------------ | ------------------------- |
| Einsatzführungskompanie 11           | EinsFüKp 11     | Meßstetten                          | –            |                           |
| Stabs- und Unterstützungskompanie 12 | Stabs-/UstgKp12 | Meßstetten                          | HADR         | Sweet Apple Romeo (SAR) 2 |
| Abgesetzter Technischer Zug 131      | AbgTZg 131      | Birkenfeld (Erbeskopf)              | HADR         | Hardwheel (HW)            |
| Abgesetzter Technischer Zug 132      | AbgTZg 132      | Schwarzenbach am Wald (Döbraberg)   | RRP 117      | Rustcrowd (RC)            |
| Abgesetzter Technischer Zug 133      | AbgTZg 133      | Bayerisch Eisenstein (Großer Arber) | RRP 117      | Snow Cap (SC)             |
| Abgesetzter Technischer Zug 134      | AbgTZg 134      | Lauda-Königshofen                   | MPR          | Batman (BN)               |
| Abgesetzter Technischer Zug 135      | AbgTZg 135      | Freising                            | MPR          | Coldtrack (CD)            |

### Kooperationen
Truppen- und Einsatzpartnerschaften verbanden den EinsFüBer 1 und seine Vorgängereinheiten mit dem Centre de détection et de contrôl (CDC) Drachenbronn, welches innerhalb Maginot-Linie im Elsass lag, jedoch 2015 ebenfalls aufgelöst wurde, dem Betriebsstab Luftraumüberwachung des österreichischen Bundesheeres im CRC St. Johann im Pongau in der sogenannten Einsatzzentrale Basisraum, EZ/B sowie der Operationszentrale der Schweizer Luftwaffe in Dübendorf.

## Chronik
| Datum     | Ereignis |
| --------- | --- |
| 1960–1963 | Bau der unterirdischen Luftwaffenkampfführungsanlage Bunker Martin |
| 1962      | Aufstellung des ersten Luftraumüberwachungsverbandes (I./Fernmelderegiment 31) in Meßstetten |
| 1964      | Inbetriebnahme des CRC Meßstetten mit dem 412-L-System |
| 1984      | Außerdienststellung 412-L-System, Beginn der Einrüstung des GEADGE-Systems („German Air Defence Ground Environment“)                                                                                       |
| 1986      | Wiederinbetriebnahme des CRC Meßstetten mit GEADGE-System |
| 1989      | Umbenennung des Verbandes in Radarführungsabteilung 22 |
| 1993      | Unterstellung des abgesetzten technischen Zugs 223, Birkenfeld |
| 1998      | Generalinstandsetzung des Bunkers Martin, Verlagerung des Einsatzbetriebs nach Lauda und Freising |
| 2000      | Wiederinbetriebnahme des sanierten Bunkers |
| 2004      | Aufstellung/Umbenennung des Verbandes in Einsatzführungsbereich 1 und Unterstellung von fünf abgesetzten technischen Zügen am Erbeskopf, auf dem Döbraberg, auf dem Großen Arber, in Lauda und in Freising |
| 2005      | Abschaltung des veralteten ARKONA (FüWES) und Inbetriebnahme des neuesten marktverfügbaren FüWES Lw / GIADS                                                                                                |
| 2006      | Obsoleszenzersatz des veralteten ADMAR durch CIMACT |
| 2010      | Einrüstung RMCDE und Anschluss an das MilRADNET der Luftwaffe |
| 2011      | Auflösungsentscheidung des Bundesministeriums der Verteidigung (BMVg) |
| 2013      | Einstellung des Betriebes und Auflösung |